# Notater om kærligheden
|  | Denne artikel er oprettet af botten PalnaBot ud fra en ekstern database. Den kan derfor have sproglige fejl eller mangler. Denne skabelon kan fjernes efter kontrol af indholdet. |

Notater om kærligheden er en eksperimentalfilm fra 1989 instrueret af Jørgen Leth efter eget manuskript.

## Handling
Notater om kærligheden er hverken en dokumentarfilm eller en egentlig spillefilm, men et billeddigt. Claus Nissen bruges som gennemgående figur. En række nøgternt registrerende tableauer illustrerer kærligheden og dens udtryksformer, dels hos os selv og ud fra instruktørens egne associationer, dels hos mennesker på den anden side af jordkloden. Jørgen Leth fører bl.a. tilskueren til Trobriandøerne i Melanesien, hvor hans "helt", etnografen Bronislaw Malinowski, i tyverne udførte sin banebrydende feltforskning og beskrev de indfødtes seksualliv.